# Spitz japonés

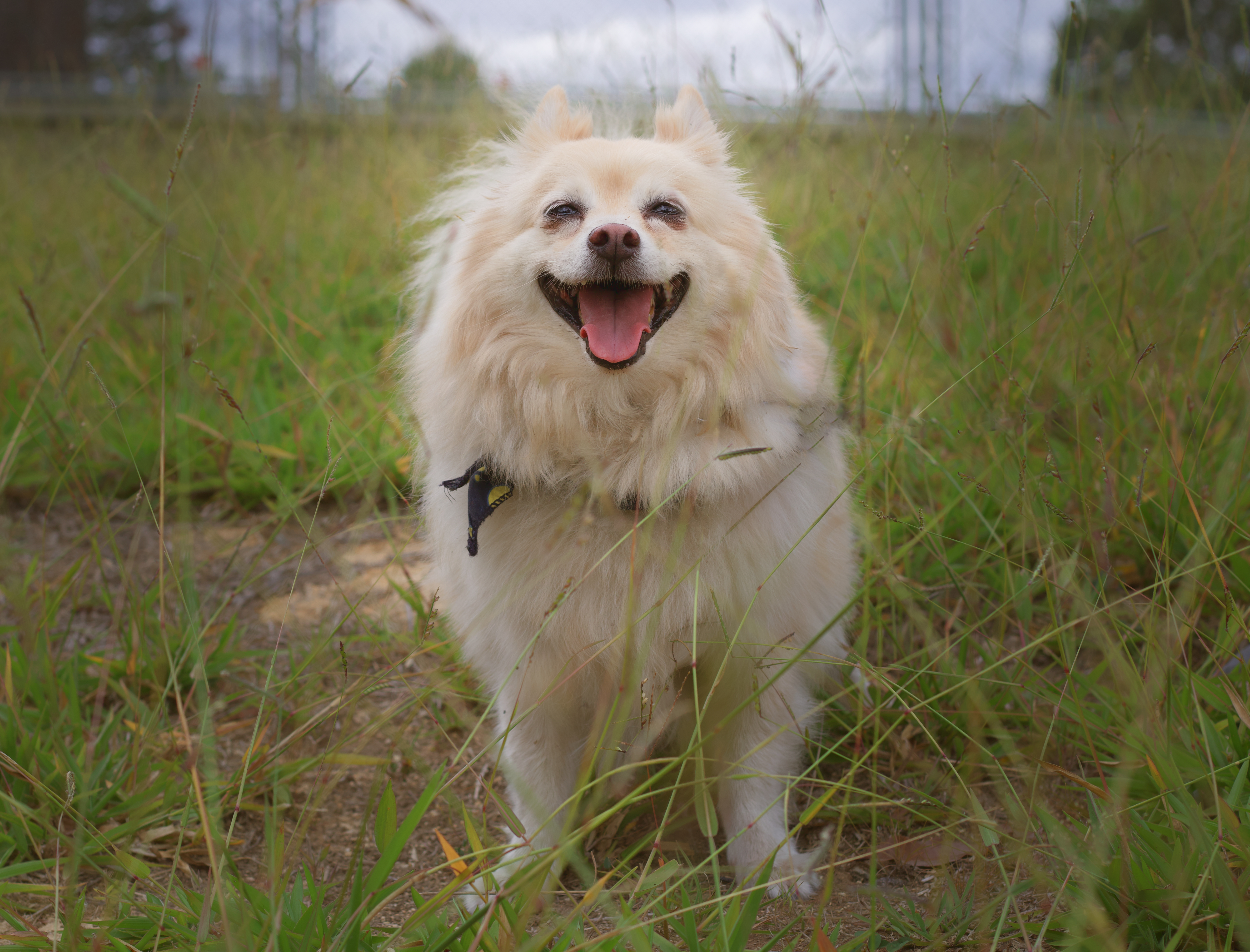
Spitz japonés macho adulto

El Spitz Japonés (日本スピッツ Nihon Supittsu?) es una raza canina de tipo spitz, originaria de Japón. La raza es reconocida por la gran mayoría de los principales clubes caninos, excepto el American Kennel Club, debido a que su apariencia es similar a la del pomerania, perro esquimal americano y samoyedo. Si bien es una raza relativamente nueva se está volviendo popular, debido a su temperamento amigable y otras características.

## Historia
Se cree que este perro llegó a Japón, posiblemente, alrededor de 400 a. C., llevado allí por comerciantes marinos. Lo más posible, es que este perro encuentre su descendencia en el Samoyedo, aunque, otros expertos piensan que proviene del Spitz alemán gigante (llegando en este caso a las islas alrededor del siglo XX).

## Apariencia
- Cabeza: La cabeza debe estar en armonía con el cuerpo y ser ancha y redondeada.
- Boca: Aguda. Hocico no  muy grande.
- Orejas: En forma triangular y no muy grandes. Las sostiene erguidas.
- Pelo: Pelaje largo en todo el cuerpo a excepción de la cara, parte delantera de las patas y parte trasera de las de atrás, por debajo de los corvejones. El pelo abundante del cuerpo presenta una doble capa. El pelo de la exterior es largo y separado y el pelo de la interior es espeso y esponjoso.
- Tonalidad del manto: Blanco Puro.
- Cola: La lleva enrollada sobre la espalda y presenta pelaje largo que recuerda a una pluma.
- Tamaño: De 30 a 38cm para todos, pero las hembras deben ser ligeramente más pequeñas que los machos.
- Peso: De 6 a 12 kg.
- Duración de la vida: Aproximadamente 15 años.

## Descripción
Activo, leal e inteligente, atento a su amo y al mundo que le rodea, hacen de este perro una buena mascota. Se adapta fácilmente al entorno familiar pero aun con la debida socialización presentara difícil convivencia con animales de otras especies, ya que algunos ejemplares presentan un carácter dominante, lo que puede crear muchos conflictos con otros perros. Es buen atleta, por lo que puede ser utilizado para la práctica del agility. Necesita poco ejercicio físico, aunque le encanta correr. Como la mayoría de perros requiere de tiempo y dedicación.
Esta raza de perros tiene doble pelaje: la capa externa incorpora una interna, la cual es muy densa y algodonosa. Por ello, si no se cepilla adecuadamente, el pelo de muda puede quedarse junto con el bajo pelo y, esto, con el tiempo y la humedad se apelmaza y enreda. El pelo de muda y los nudos que se le hayan formado hay que removerlos antes de bañarlos. Sólo deben ser bañados cuando sea necesario.
A nivel de mudas y soltar pelo, presentan mudas estacionales, en cambios de temperaturas altas a bajas y viceversa. Dependiendo de la zona en la que cada uno resida, estas mudas se producirán en épocas del año distintas, pero normalmente en primavera y otoño. También presentan, cambios de edad, es decir, una muda abundante a los 5 meses de edad, para el cambio del pelaje de cachorro a joven y otra muda abundante en torno al año de edad, con el cambio de pelaje de adolescente a adulto. Las hembras presentan mudas también durante las épocas de cambio hormonal, como celos, gestación o lactancia.